# Vlădești (Argeș)
 (avril 2022).
La mise en forme du texte ne suit pas les recommandations de Wikipédia : il faut le « wikifier ».
Les points d'amélioration suivants sont les cas les plus fréquents. Le détail des points à revoir est peut-être précisé sur la page de discussion.
- Les titres sont pré-formatés par le logiciel. Ils ne sont ni en capitales, ni en gras.
- Le texte ne doit pas être écrit en capitales (les noms de famille non plus), ni en gras, ni en italique, ni en « petit »…
- Le gras n'est utilisé que pour surligner le titre de l'article dans l'introduction, une seule fois.
- L'italique est rarement utilisé : mots en langue étrangère, titres d'œuvres, noms de bateaux, etc.
- Les citations ne sont pas en italique mais en corps de texte normal. Elles sont entourées par des guillemets français : « et ».
- Les listes à puces sont à éviter, des paragraphes rédigés étant largement préférés. Les tableaux sont à réserver à la présentation de données structurées (résultats, etc.).
- Les appels de note de bas de page (petits chiffres en exposant, introduits par l'outil «  Source ») sont à placer entre la fin de phrase et le point final[comme ça].
- Les liens internes (vers d'autres articles de Wikipédia) sont à choisir avec parcimonie. Créez des liens vers des articles approfondissant le sujet. Les termes génériques sans rapport avec le sujet sont à éviter, ainsi que les répétitions de liens vers un même terme.
- Les liens externes sont à placer uniquement dans une section « Liens externes », à la fin de l'article. Ces liens sont à choisir avec parcimonie suivant les règles définies. Si un lien sert de source à l'article, son insertion dans le texte est à faire par les notes de bas de page.
- La présentation des références doit suivre les conventions bibliographiques. Il est recommandé d'utiliser les modèles {{Ouvrage}}, {{Chapitre}}, {{Article}}, {{Lien web}} et/ou {{Bibliographie}}. Le mode d'édition visuel peut mettre en forme automatiquement les références.
- Insérer une infobox (cadre d'informations à droite) n'est pas obligatoire pour parachever la mise en page.

Pour une aide détaillée, merci de consulter Aide:Wikification.
Si vous pensez que ces points ont été résolus, vous pouvez retirer ce bandeau et améliorer la mise en forme d'un autre article.
Vlădești est une commune du comté d'Argeș, en Munténie, en Roumanie, et est composée des villages de Coteasca, Drăghescu, Putina et Vlădești (résidence).

## LIEU
La commune est située à l'est du département, à Gruiurile Argeșului, sur les rives de la rivière Bratia. Elle est traversée par la route départementale DJ732, qui la relie au nord d'Aninoasa (où elle se termine en DN73C) et au sud de Bălilești et Stâlpeni (où elle se termine en DN73).

## Histoire
À la fin du XIXe siècle, la commune faisait partie du réseau Râurile du comté de Muscel et était formée par les villages de Vlădeștii de Jos, Vlădeștii de Sus et Prislopu, avec un total de 1 450 habitants. Dans la commune il y avait trois églises et une école mixte, les villages étant entourés de vergers et de forêts. L'annuaire Socec de 1925 l'enregistre dans le même réseau, avec 2 038 habitants dans les villages d'Aura, Băhneni, Coteasca, Prislopu, Valea Ursului, Vlădeștii de Sus, Vlădești-Pământeni et le village de Negrești.
En 1931, les villages de Vlădeștii de Jos, Vlădeștii de Sus, Aurei-Valea Ursului, Bălmeni et Căteasca-Prislop sont enregistrés.
En 1950, la commune est transférée au district de Muscel dans la région d'Argeș. En 1968, elle a déménagé dans le comté d'Argeș ; dans le même temps, les villages de Vlădeștii de Jos et Vlădeștii de Sus ont été fusionnés pour former le village de Vlădești,.

## Monuments historiques
Dans la commune de Vlădești, il y a deux monuments historiques d'intérêt national. L'un est le monument architectural historique représenté par la cour des boyards de Vladescu (XVIIe siècle) de l'ancien village de Vlădeștii de Sus - un ensemble composé des ruines du cul-de-sac et de l'église "La Décollation de Saint-Jean-Baptiste" (1657). Un autre est le mémorial ou monument funéraire représenté par une croix en pierre de 1600, situé à environ 150 m au nord de la mairie du village de Vladesti.

## Démographie
Selon le recensement de 2011, la population de la commune de Vlădești s'élève à 3 092 habitants, en baisse par rapport au recensement précédent de 2002, où leur nombre s'élevait à 3.172. La majorité des habitants sont des Roumains (88,62%), avec une minorité de Roms (9,8%). Pour 1,46% de la population, l'origine ethnique est inconnue. D'un point de vue confessionnel, la majorité des habitants sont orthodoxes (96,77%), avec une minorité d'adventistes du septième jour (1,03%). Pour 1,46% de la population, l'appartenance confessionnelle n'est pas connue.

## Politique et administration
La commune de Vlădești est administrée par un maire et un conseil local composé de 13 conseillers. Le maire, Cristian Dică-Hristu du Parti social-démocrate (Roumanie), est en fonction depuis 2012.

## Personnalités
Mircea Diaconu - acteur

## Remarques
1. ↑  « Comuna Vlădești în Anuarul Socec al României-mari », Biblioteca Congresului SUA (consulté le 6 février 2018)
2. ↑  « Tablou de regruparea comunelor rurale întocmit conform legii privind modificarea unor dispozițiuni din legea pentru organizarea administrațiunii locale », Monitorul oficial și imprimeriile statului, no 161,‎ 15 iulie 1931, p. 269
3. ↑  « Legea nr. 3/1968 », Lege5.ro (consulté le 6 février 2018)
4. ↑  « Legea nr. 2/1968 », Monitoruljuridic.ro (consulté le 6 février 2018)
5. ↑  « Recensământul Populației și al Locuințelor 2002 - populația unităților administrative pe etnii », Kulturális Innovációs Alapítvány (KIA.hu - Fundația Culturală pentru Inovație) (consulté le 6 août 2013)
6. ↑  Rezultatele finale ale Recensământului din 2011: « Tab8. Populația stabilă după etnie – județe, municipii, orașe, comune », Institutul Național de Statistică din România, iulie 2013 (consulté le 5 août 2013)
7. ↑  Rezultatele finale ale Recensământului din 2011: « Tab13. Populația stabilă după religie – județe, municipii, orașe, comune », Institutul Național de Statistică din România, iulie 2013 (consulté le 5 août 2013)